# Kasteel Sinderen (Oude IJsselstreek)

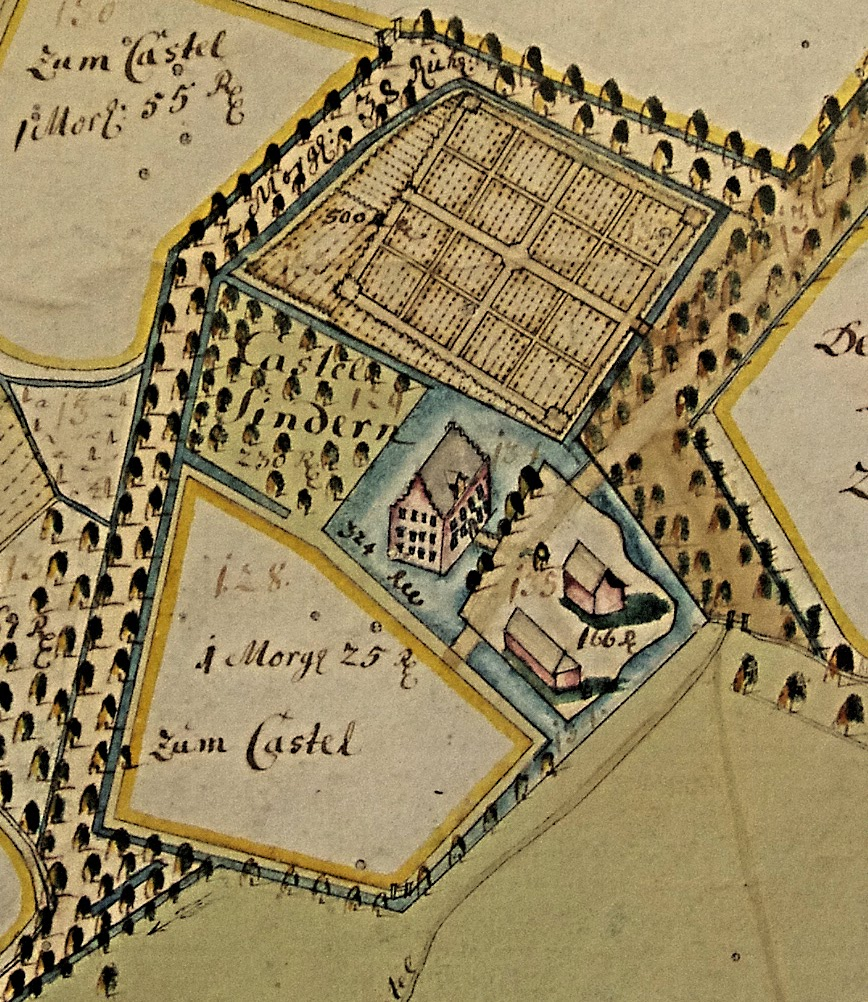
Huis Sinderen; detail uit de kaart van J.H. Merner, 1752

Sinderen is een voormalig kasteel en landgoed in de gemeente Oude IJsselstreek, westelijk gelegen van het dorp Sinderen, in de Nederlandse provincie Gelderland.

## Geschiedenis
Sinderen wordt rond het jaar 1200 voor het eerst genoemd in de oorkonden van het graafschap Lohn. Rudolfus van Sinderen en zijn broer Albero (Albertus) treden dan op als getuigen bij diverse overeenkomsten van graaf Hendrik van Lohn. Op enig moment wordt in de nabijheid van Sinderen de Antoniuskapel gesticht. De kapel valt kerkelijk onder Varsseveld, maar hij was ook in gebruik bij de bewoners van het kasteel. Aan het eind van de 13e eeuw vertrokken de Van Sinderens naar het gelijknamige kasteel bij Voorst, op de Veluwe. Ze werden opgevolgd door een zekere Alard van der Haep en vervolgens door telgen uit de geslachten Van Averhagen, Van Bottlenberg gen. Schirp, Gyginck, Eller, Van Knobelsdorff, Van Voss en Ruebel.

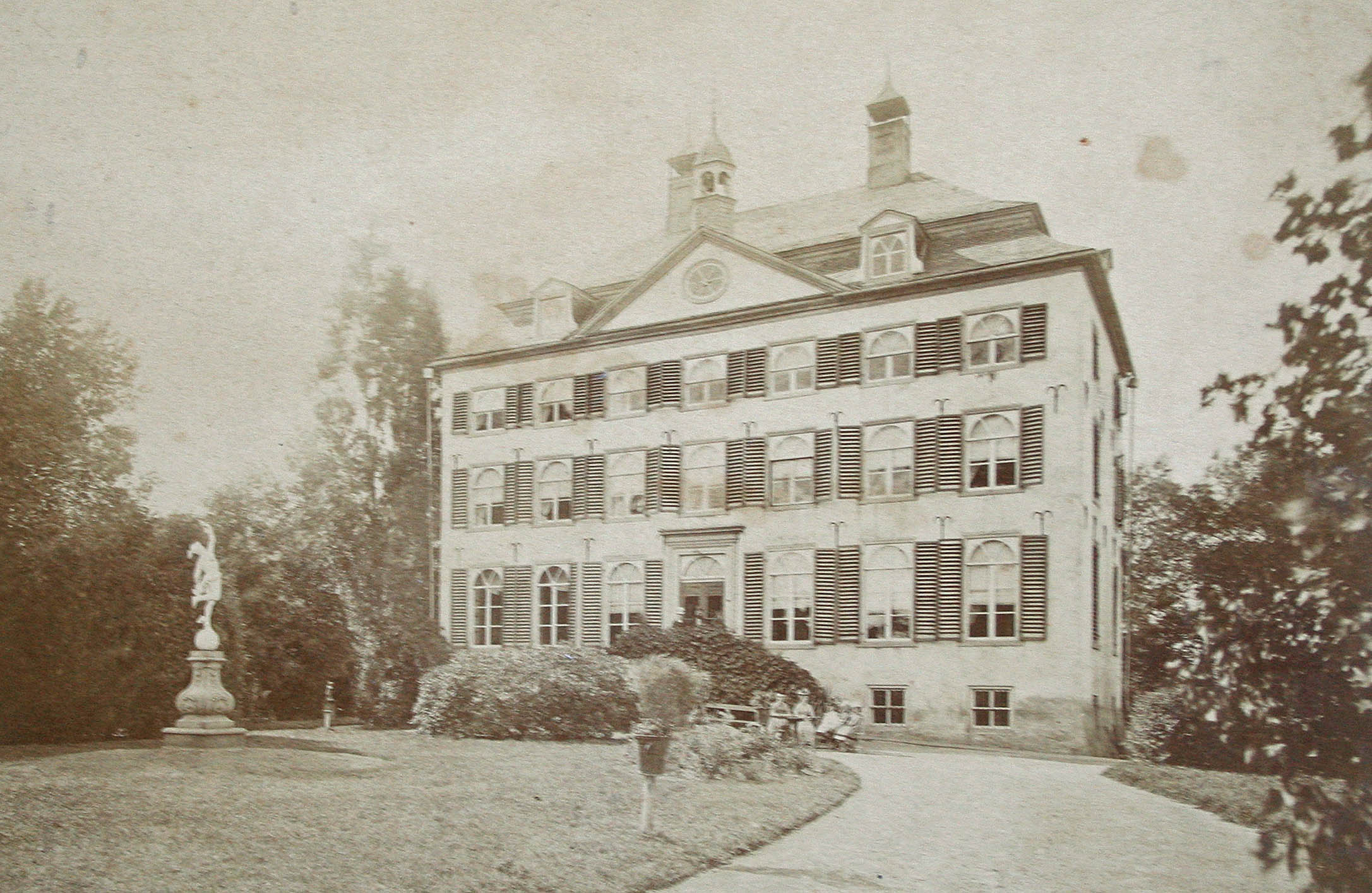
Huis Sinderen ca. 1870; foto uit het huisarchief van de nazaten Ruebel.

Na het uiteenvallen van het graafschap Lohn in 1316 werd Sinderen een onderdeel van het hertogdom Gelre en van de heerlijkheid Wisch. Later werd Sinderen een leengoed van de graven van Bergh. In de leenregisters van Bergh zijn de opeenvolgende bewoners nauwkeurig bijgehouden.
Hoe het kasteel er in het verre verleden uit heeft gezien is een nog niet te beantwoorden vraag. Er zijn diverse afbeeldingen, maar daarvan is niet zeker of het gaat om Sinderen onder Varsseveld of Sinderen bij Voorst. De oudste enigszins betrouwbare afbeelding staat op de kaart uit 1752, die Johan Heinrich Merner, de landmeter van het graafschap Bergh, van het landgoed Sinderen heeft gemaakt. Daarop zien we een langwerpig gebouw met een voorburcht, omgeven door een gracht.
De beschikbare afbeeldingen, ook die van Voorst, geven de indruk dat Sinderen geen weerbare vesting is geweest, dus geen echt kasteel, maar meer een havezate of landhuis voor families van aanzien. Aan Sinderen waren geen heerlijke rechten verbonden, noch het recht om verkozen te worden in de ridderschap van Gelre en Zutphen.
In 1760 koopt de vermogende Luderus Daniël Georg Voss uit Duisburg het landgoed Sinderen. Hij liet het Huis grondig verbouwen tot een woning met de nodige grandeur. Het feit dat hij in 1789 in de Duitse adelstand werd verheven zal daarbij een rol hebben gespeeld. De familie Ruebel, afkomstig uit Elberfeld (Wuppertal), heeft er in het begin van de 19e eeuw de laatste hand aan gelegd. 
Op een plattegrond van het kadaster uit 1830 is het huis met het koetshuis omringd door een gracht. Ook zijn er op de kaart nog vier grote schuren buiten het kasteelterrein te zien, waarvan er één de jeneverstokerij van Ruebel bevat. Huis en landgoed Sinderen was toen 257 ha groot en het telde 6 pachtboerderijen.
In 2008 kreeg Willem Meijerman, bestuurslid van de Historische Vereniging Achterhoek Liemers, contact met de nazaten van de familie Ruebel, in Auerbach (Zuid-Duitsland). Zij toonden hem de originele foto van het kasteel, genomen vlak voor de verkoop in 1875. Op deze zeldzame foto zien we een witgepleisterde voorgevel met zeven ramen op een rij en enkele verdiepingen, ook de rechterzijgevel is zichtbaar. In de tuin voor het huis zitten twee vrouwen en drie kinderen.
In 1875 werden Huis en landgoed verkocht, omdat August Ruebel, de toenmalige eigenaar, er geen belangstelling meer voor had en het beter vond om te gaan rentenieren in Zuid-Duitsland. De nieuwe eigenaar werd jhr. mr. Louis van Schuylenburgh, die al eerder de kastelen Schuilenburg bij Silvolde, Wisch bij Terborg en Ulenpas bij Hoog-Keppel had gekocht. De nieuwe eigenaar liet het Huis afbreken. In 1876 werd in het koetshuis een boerderij opgestart onder de naam de Huisboer (D'n Huusboer). Deze werd in 1904 op dezelfde plek nieuw opgebouwd. De fundamenten van het kasteel liggen er nog naast. Archeologisch onderzoek zou in de toekomst meer feiten aan het licht kunnen brengen.
Met onderdelen van het afgebroken kasteel zijn in de nabijheid een aantal boerderijen gebouwd, te herkennen aan de witte kleur: de Meyne, de Bongerd, de Roesse, Nieuwe Veld ('t Ni-je Veld) en Scholtenveld. De grond van Huis en landgoed Sinderen werd verkaveld en in 1883 verkocht aan de pachters.
Overblijfselen van kasteel en landgoed zijn verder nog de grachten langs de Rentmeesterlaan en de Kasteelweg en de Antoniuskapel. In de kapel bevindt zich de grafkelder van de familie Von Voss en achter de kapel de grafkelder van de familie Ruebel. Zichtbaar is de marmeren grafsteen van de jong overleden dochter Bertha Ruebel (1855-1864).

## Werkgroep en boek
De ontdekking van de foto was de aanleiding voor het oprichten van de Werkgroep Huis Sinderen, voortkomend uit de Oudheidkundige Werkgemeenschap Aalten-Dinxperlo-Wisch (ADW.) Men stelde zich ten doel om nieuw historisch materiaal te verzamelen en uiteindelijk hierover een boek te publiceren. De werkgroep nodigde de nazaten van de familie Ruebel uit om in oktober 2018 een bezoek te brengen aan hun voormalige familiebezittingen in Sinderen, Anholt en in de omgeving van Kleef Er ontstond een regelmatige informatie-uitwisseling met enkele leden van de familie. De nieuwe historische onderzoeken leidden tot het boek genaamd Huis Sinderen – Geschiedenis van een verdwenen landgoed. Uitgever ADW en de auteurs presenteerden het boek te Sinderen op 7 april 2018.

Kasteel Sinderen
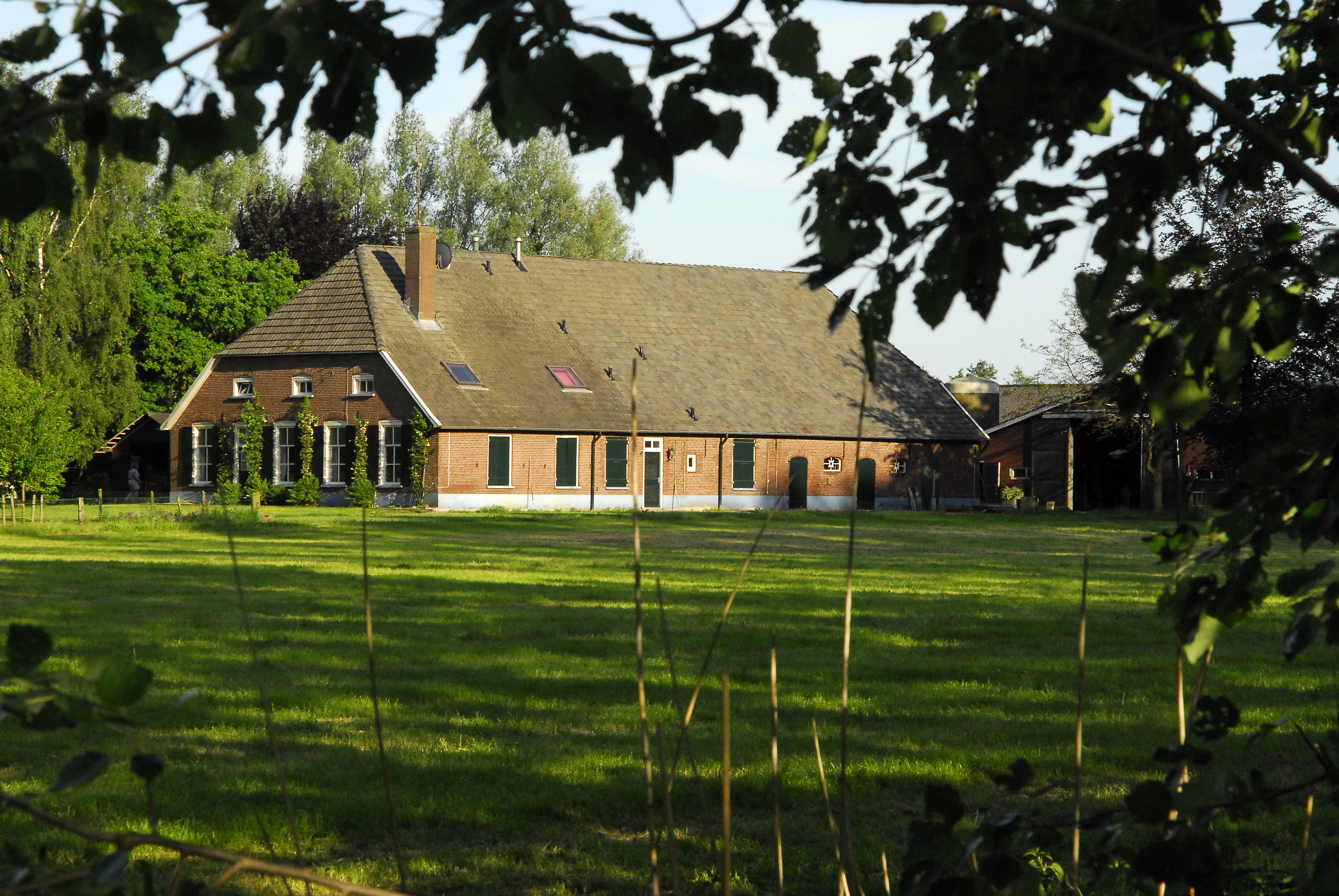
Kasteel Sinderen - boerderij Huisboer
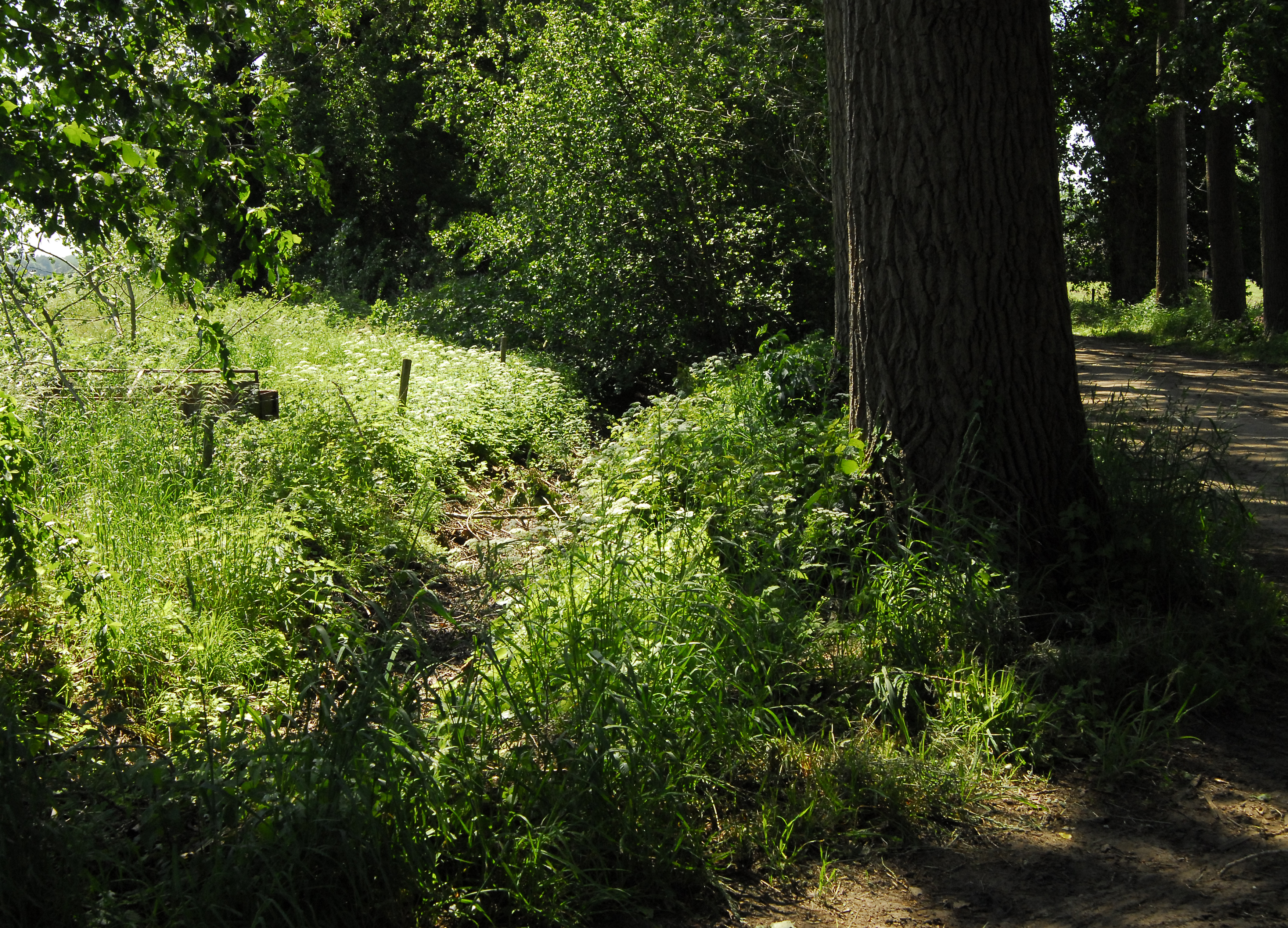
Kasteel Sinderen - slotgracht en Rentmeesterlaan
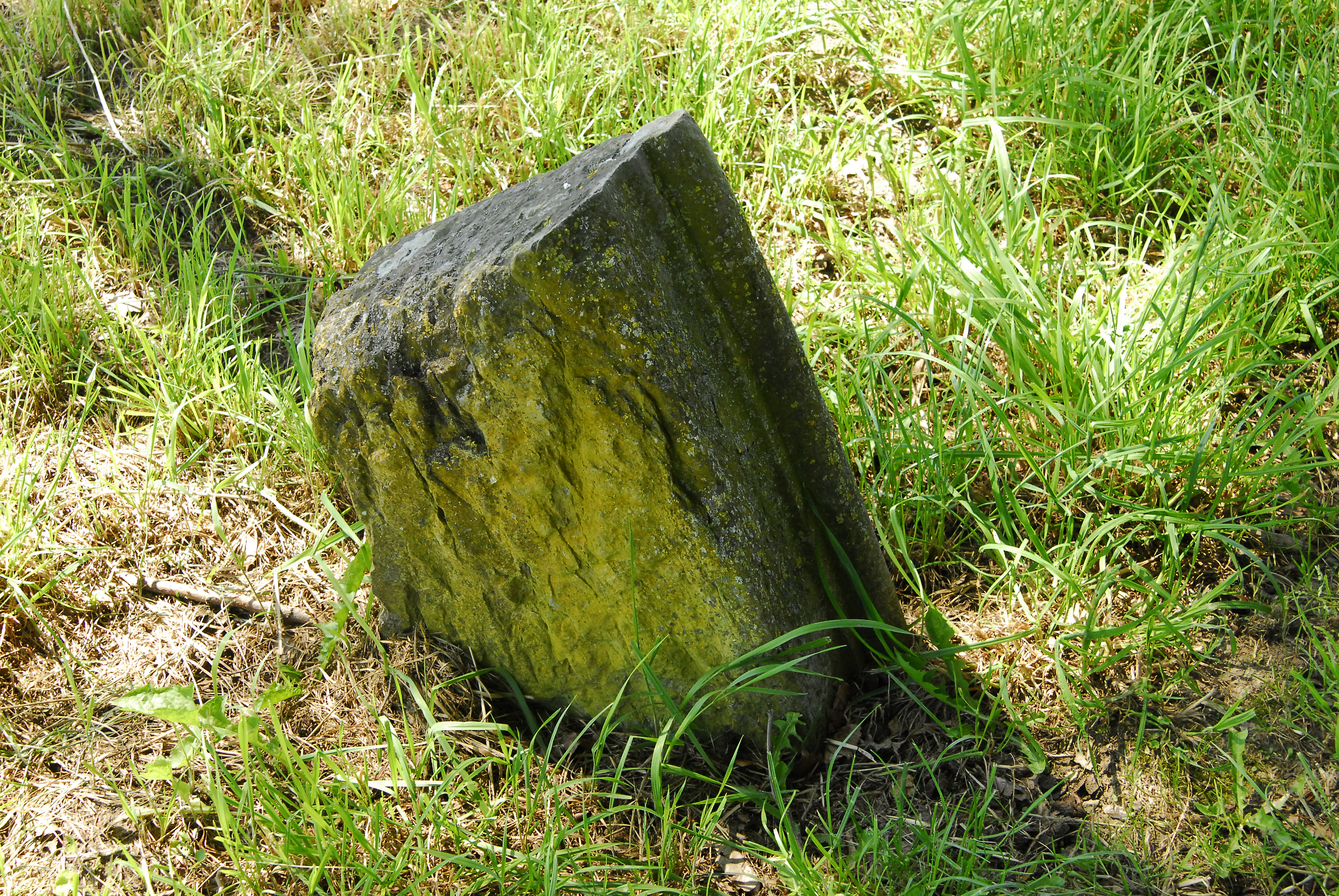
Kasteel Sinderen - overgebleven stenen brokstuk
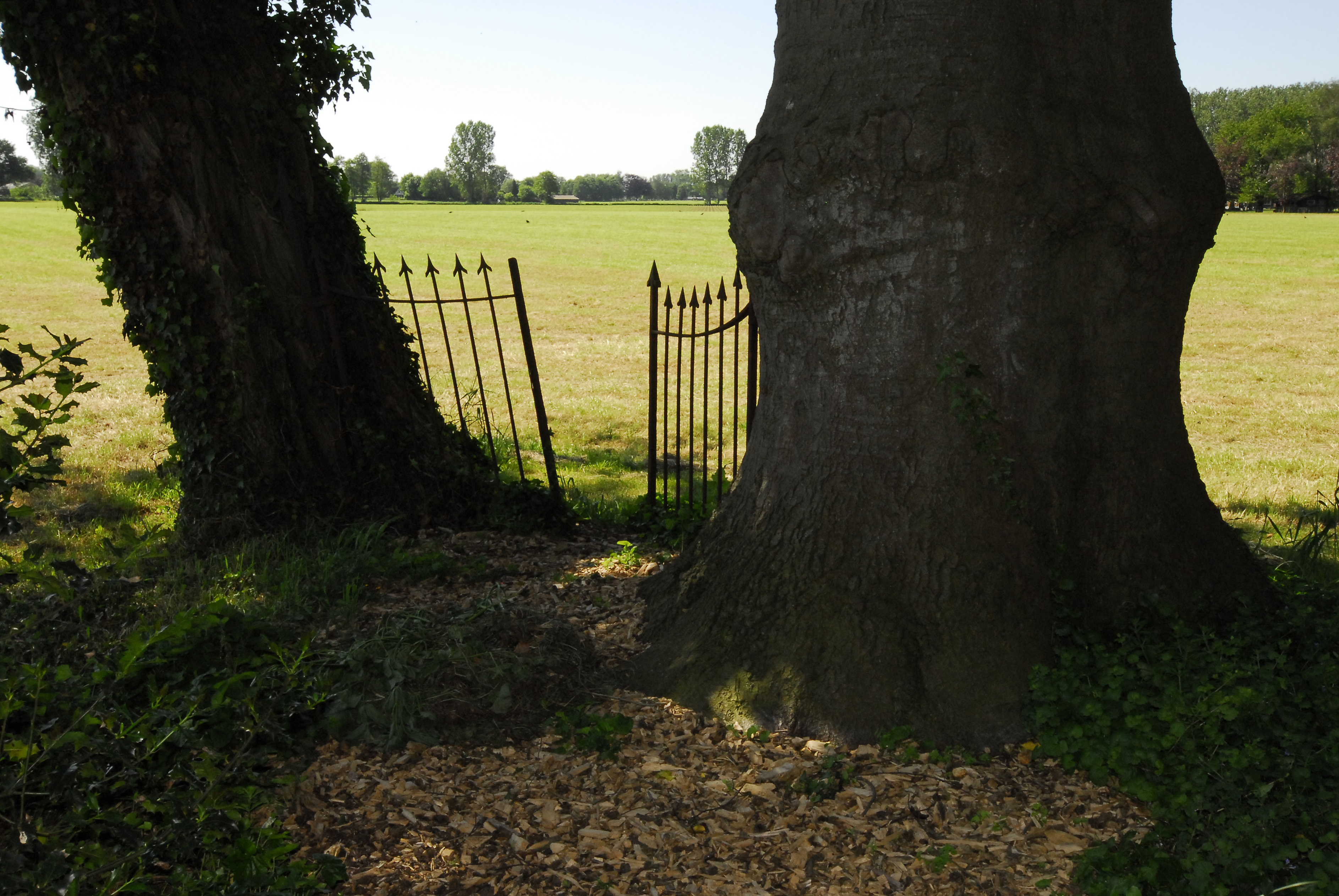
Poortje achter de Antoniuskapel
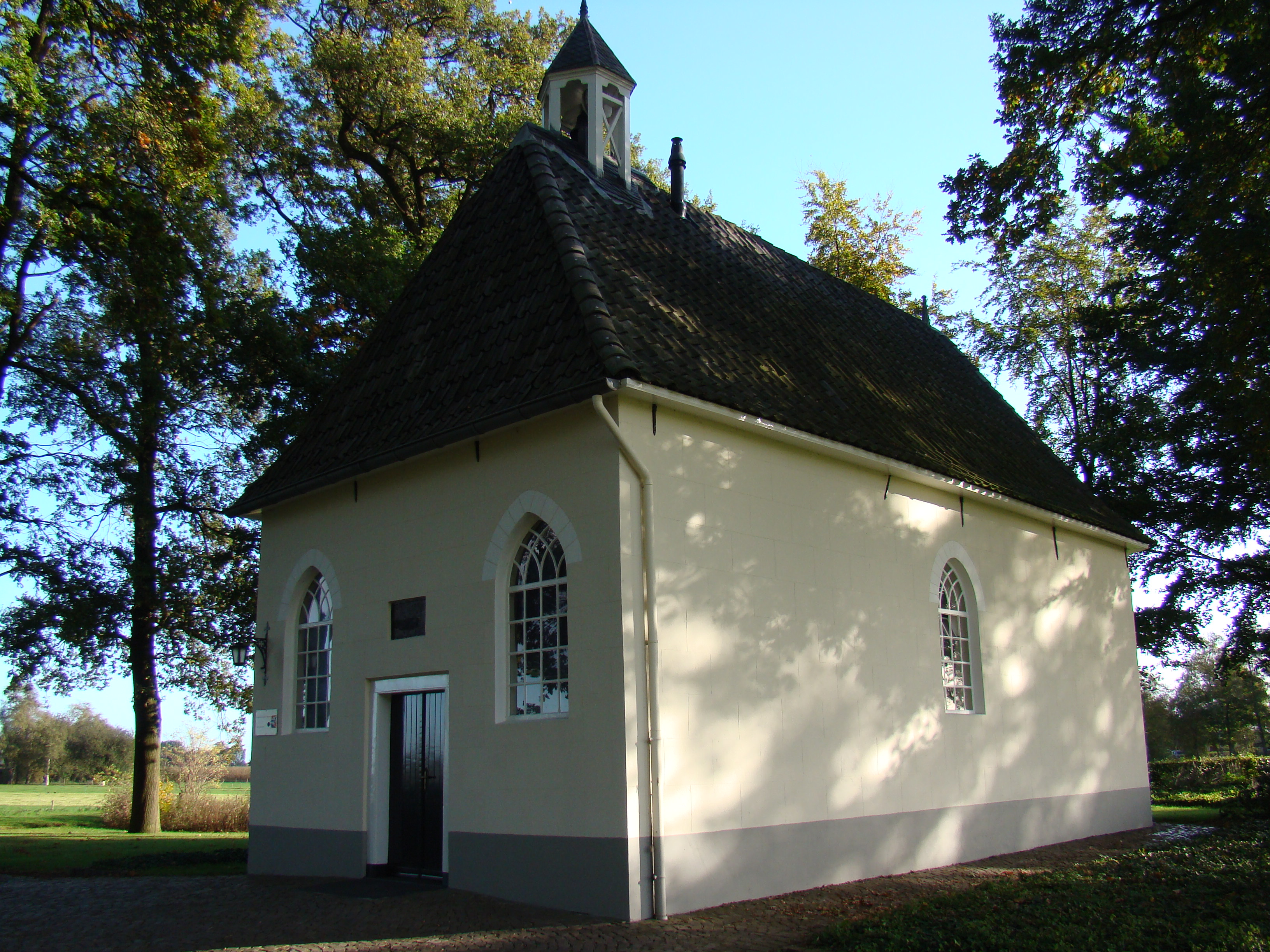
De Antoniuskapel
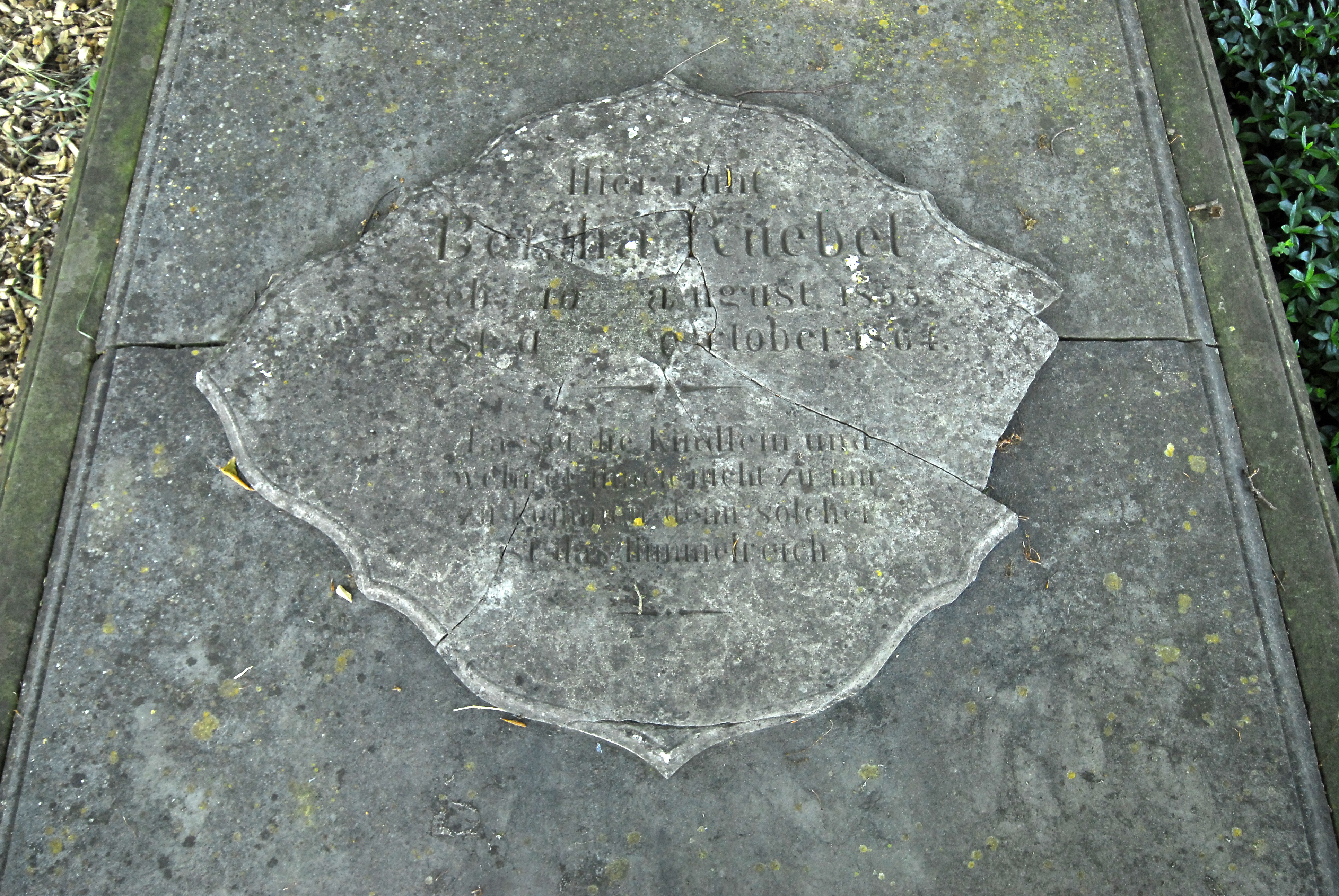
De grafsteen van Bertha Ruebel (1855-1864)
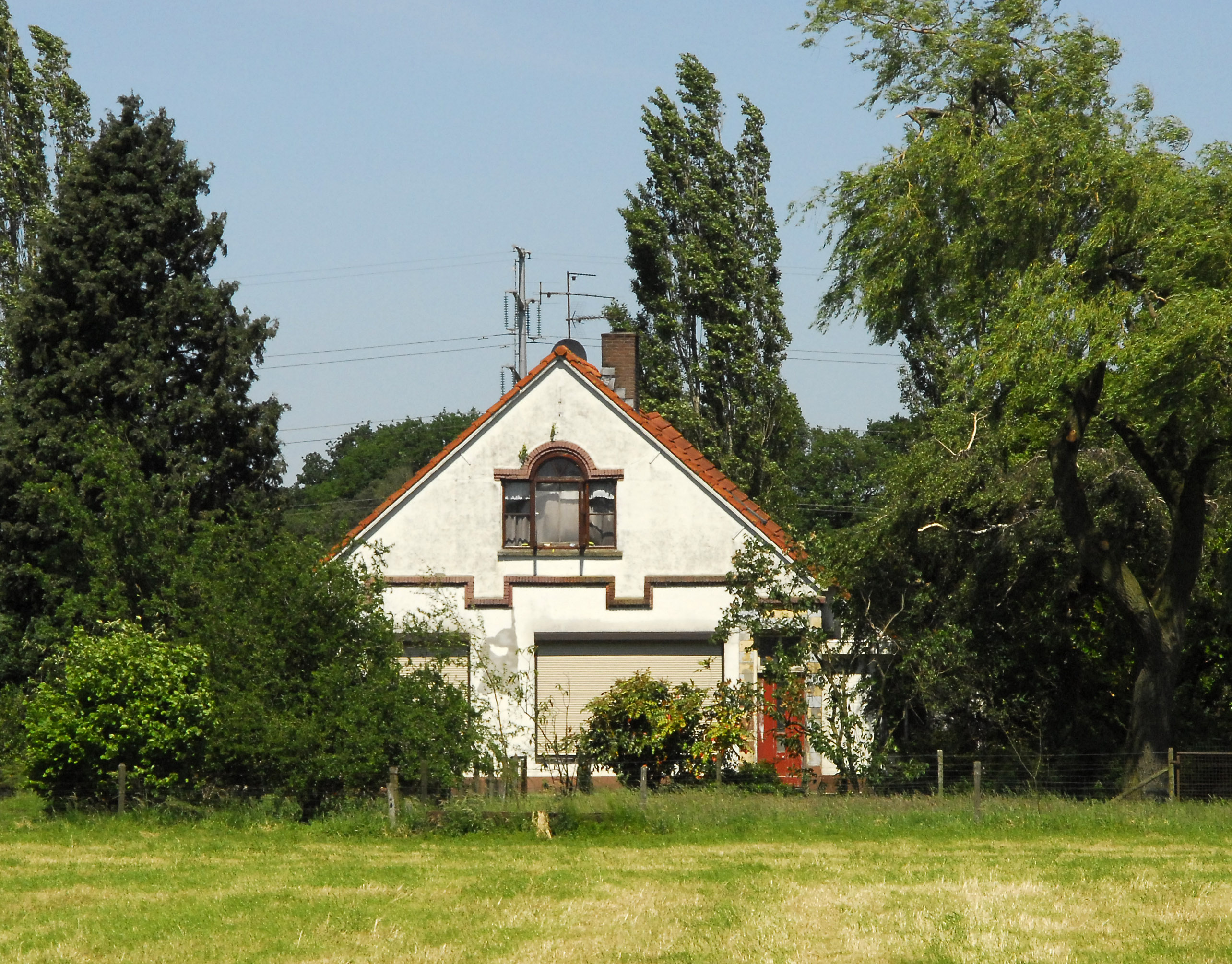
Boerderij Nieuwe Veld (t' Ni-je Veld) met fragmenten van het afgebroken kasteel in de voorgevel